# 莱讷河畔弗雷登
莱讷河畔弗雷登（德語：Freden (Leine)），简称弗雷登（德語：Freden，發音：[ˈfʁeːdn̩]），是德国下萨克森州希尔德斯海姆县的市镇，面积53.49平方千米，2023年12月31日人口为4,669人。2016年11月1日，市镇埃弗罗德、兰韦尔和温岑堡并入莱讷河畔弗雷登。